# Anabel Flores Salazar
Anabel Flores Salazar ( 1984 - 9 de febrero de 2016 Veracruz, México) fue una periodista mexicana que trabajaba para El Sol de Orizaba, fue asesinada en la carretera Cuacnopalan-Tehuacán en Puebla, México. Su muerte se suma a la crisis de violencia contra periodistas relacionada con el crimen organizado.

## Carrera
Anabel Flores Salazar era reportera independiente del diario El Sol de Orizaba al momento de su muerte. Su carrera periodística la había comenzado seis años antes de su asesinato. Antes, había reportado para otros medios de comunicación como El Mundo de Orizaba y El Buen Tono. Salazar trabajó para El Buen Tono antes de comenzar a trabajar para El Sol de Orizaba.

## Muerte
El lunes 8 de febrero de 2016, quince días después de dar a luz a su bebé, Anabel Flores se encontraba en casa y fue secuestrada. Al día siguiente, martes 9 de febrero de 2016, su cuerpo fue recuperado al costado de una carretera. Fue localizada a treinta minutos de su casa en Mariano Escobedo, en el estado de Puebla, a la orilla de la carretera Cuacnopalan-Tehuacán. Salazar fue la tercera periodista asesinada en 2016.

### Investigación
El 8 de febrero de 2016, la tía de Salazar, Sandra Luz Salazar, fue testiga de cómo ocho personas vestidas con uniforme militar oscuro y empuñando armas ingresaron a su casa alrededor de las 2:00 am. Dichas personas afirmaban tener órdenes de aprensión giradas contra Anabel, la sacaron con uso de la fuerza de su casa, la arrojaron a un vehículo grande y se marcharon. Después de que la familia de Salazar reportó el incidente, la policía local comenzó una búsqueda de Salazar, colocando zonas despejadas a lo largo de caminos muy transitados en el área. Su cuerpo fue encontrado al día siguiente, el 9 de febrero de 2016.
Cuando las autoridades mexicanas se enteraron del secuestro de Salazar, abrieron una investigación sobre su participación con un cartel de la droga local. La investigación se inició porque anteriormente había sido vista en el mismo restaurante con el líder de banda de narcotraficantes Los Zetas. Sin embargo, su tía Sandra confirmó que Salazar solo estaba en el restaurante para disfrutar de una comida con su familia y no había tenido conexión con el hombre.
Se han realizado dos arrestos relacionados con el asesinato de Salazar. El primero fue la detención de Gonzalo Paulo “N” realizada en mayo de 2016. El segundo arresto fue el de Manuel "N", también conocido como El Cacharro, presunto líder de Los Zetas. 

## Contexto
La hipótesis de la investigación afirma que su asesinado está relacionado con el crimen organizado. El mismo día que encontraron su cuerpo, hallaron dos más en una propiedad. Estos estaban relacionados con un crimen que Anabel investigaba antes de ser asesinada. Además, en los días posteriores al asesinato de Salazar, un periódico para el que ella había trabajado anteriormente, El Buen Tono, estaba siendo amenazado con incendiarlo por presuntos miembros de la banda narcotraficante Los Zetas. 

## Impacto
El asesinato de Anabel fue discutido de forma internacional debido a las falsas acusaciones de gobernador Duarte sobre su vinculación con un miembro de Los Zetas.  Varios grupos organizados han expresado su rechazo a la condena de los periodistas por parte del gobernador  La UNESCO, el Comité para la Protección de los Periodistas y varias otras organizaciones emitieron declaraciones sobre su asesinato.

## Reacciones
Irina Bokova, directora general de la UNESCO, condenó el asesinato de Anabel Flores Salazar. 
Este crimen ha privado a la gente de una voz que alimentaba el debate público informado y contribuía al libre flujo de información. En nombre de la justicia y el orden Para promover condiciones de trabajo más seguras para los periodistas, pido a las autoridades que investiguen este crimen y lleven a sus autores ante los tribunales.
Carlos Lauría, portavoz del Comité para la Protección de los Periodistas
La administración del gobernador Javier Duarte Ochoa tiene un lamentable historial de impunidad y ha sido incapaz y no ha querido procesar crímenes contra la prensa. Instamos a las autoridades federales a hacerse cargo de la investigación". sobre el asesinato de Anabel Flores Salazar, analizar seriamente su periodismo como posible móvil y llevar a todos los responsables ante la justicia.